# キプロス

キプロス共和国
Κυπριακή Δημοκρατία（ギリシア語）
Kıbrıs Cumhuriyeti（トルコ語）

国の標語：なし
国歌：Ύμνος εις την Ελευθερίαν（ギリシア語）
自由への賛歌

1. 
2. 
3. 
4. 
5. 

キプロス共和国（キプロスきょうわこく、ギリシア語: Κυπριακή Δημοκρατία、トルコ語: Kıbrıs Cumhuriyeti）は、地中海東部に位置するキプロス島の大部分を占める共和制国家。首都はニコシア。EU加盟国。公用語はギリシア語およびトルコ語。
キプロス島の一部は、イギリス海外領土のアクロティリおよびデケリアであり、共和国領ではない。さらに1974年以来、南北に分断され、島の北部約37%を、国際的にはトルコのみが承認する「独立国家」であるトルコ系住民による北キプロス・トルコ共和国が占めている。一方のキプロス共和国は国際連合加盟国193か国のうち、192か国（トルコを除く）が国家承認している。
キプロスは元来はギリシャ系住民とトルコ系住民の混住する複合民族国家だったが、キプロス島分断後は、事実上ギリシャ系による単一民族国家となっている。

## 国名
正式名称は、現代ギリシャ語で Κυπριακή Δημοκρατία [cipriaˈci ðimokraˈti.a]（ラテン文字転写: Kypriakí Demokratía; キプリアキ・ディモクラティア）、トルコ語で Kıbrıs Cumhuriyeti [ˈkɯbɾɯs dʒumhuːɾijeti]（クブルス・ジュムフーリエティ）。通称は、現代ギリシャ語では Κύπρος [ˈci.pɾos]（キプロス）、トルコ語では Kıbrıs （クブルス）。なお、古典ギリシャ語では[ˈky.pros]「キュプロス」と発音された。
公式の英語表記は、Republic of Cyprus（リパブリク・オヴ・サイプラス）。通称は、Cyprus [ˈsaɪprəs]。国民・形容詞の英語はCypriot [ˈsipriət]。
日本語の表記は、キプロス共和国。通称は、ギリシャ語の発音のキプロス。日本の外務省は、かつて英語での発音にならい「サイプラス」とする表記を取っていた。
キプロスの語源は、古代ギリシャ語のイトスギ (kyparissos) 由来説と、同じく古代ギリシャ語の銅 (Chalkos) 由来説とがある。いずれもこの地に多かったもので、銅については、さらにこの地名（キプロス）が、ラテン語や英語で「銅」を意味する単語の語源となった。
1983年以来、北部のトルコ系住民支配地域は、「北キプロス・トルコ共和国」（Kuzey Kıbrıs Türk Cumhuriyeti; クゼイ・クブルス・テュルク・ジュムフーリエティ。より厳密に訳せば「北キプロス・トルコ系住民共和国」）として分離独立を宣言している。キプロス共和国はギリシャ系住民の支配地域のみを統治しており、キプロス共和国支配地域は北キプロスとの対比から、南キプロスやギリシャ系住民だけなので北キプロス風に南キプロス・ギリシャ共和国とも呼ばれることもある。
なお、北キプロスおよびその後援国であるトルコ共和国は、ギリシャ系・トルコ系両住民の連合国家であるキプロス共和国は既に1974年の南北分裂時に解体したのであり、南部のギリシャ系住民のみが不法にキプロス共和国を名乗り続けていると見なす立場から、キプロス共和国を承認せず、キプロス共和国支配地域のことを「南キプロス・ギリシャ系住民管理地域」（Güney Kıbrıs Rum Yönetimi; ギュネイ・クブルス・ルム・ヨネティミ）と称する。

## 歴史

### オリエント諸国支配時代

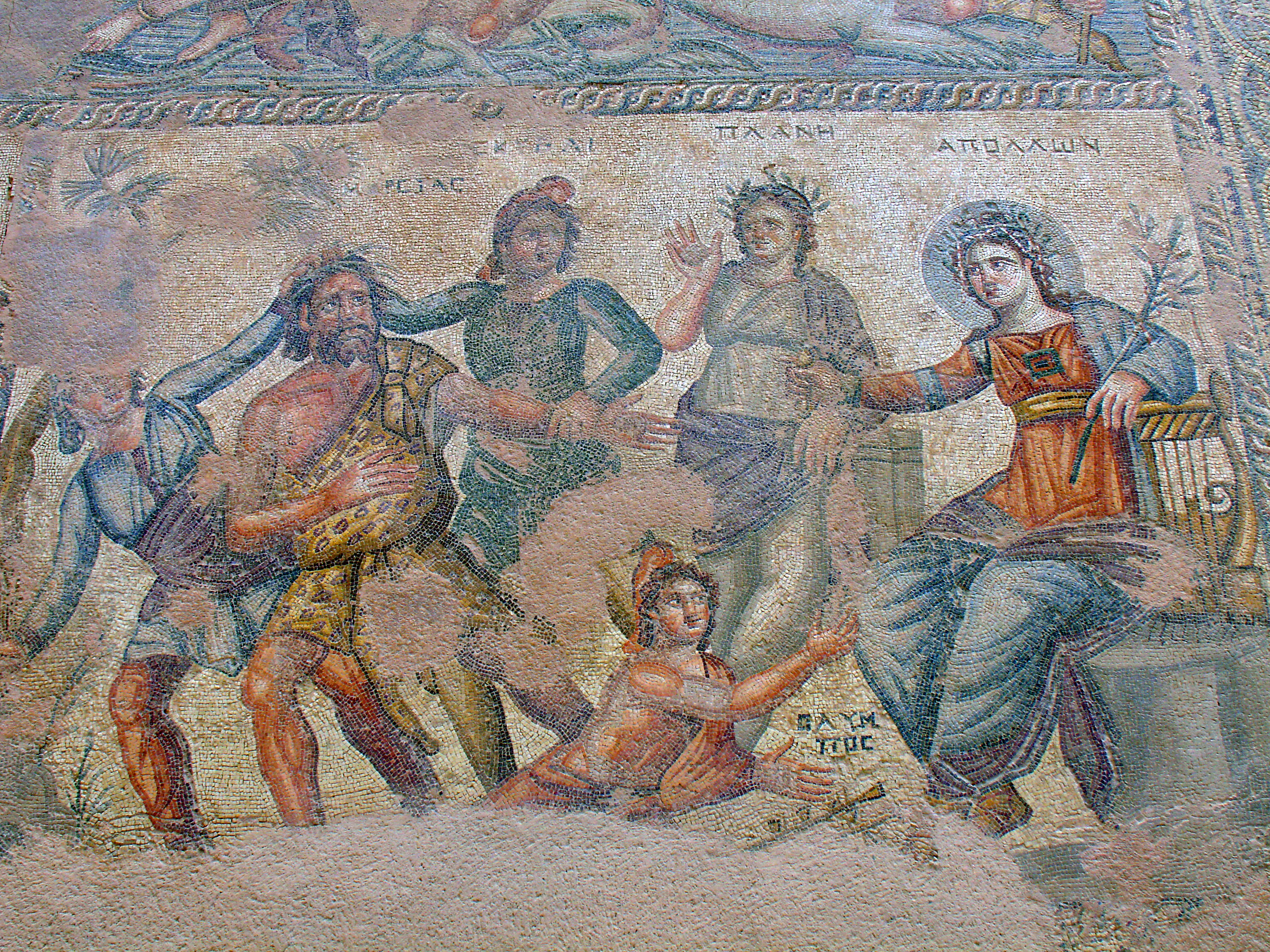
パフォスの壁画（世界遺産。アフロディテの神話は、キプロスの地で生まれた）。

キプロスは東地中海を往来する諸民族、諸文明の中継地となったため、その歴史は古い。有史から当初はヒッタイト、アッシリアといったオリエント諸国の支配を受けた。
アッシリアの滅亡後暫くは独立状態にあったものの、エジプト第26王朝のアマシス2世（クネムイブラー・イアフメス2世）によって征服され、エジプトがアケメネス朝（ペルシア）に併合されたのとほぼ同時期にキプロスもペルシアの支配下に入った。住民の多くが入植してきたギリシア系であったため、再三に亘って反ペルシア暴動が生じたものの、ペルシアによって全て鎮圧された。

### ローマ属州時代

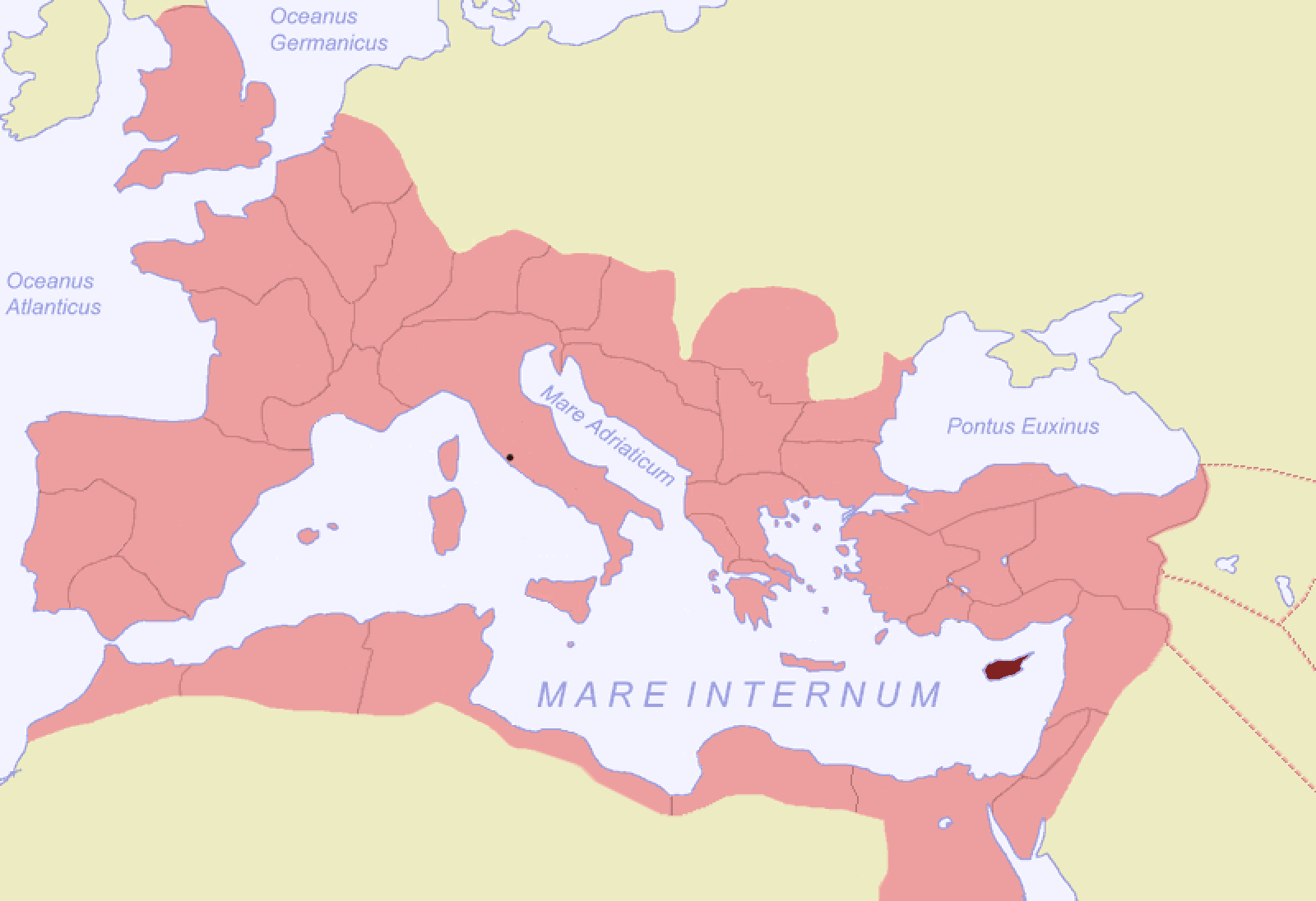
キュプルス属州の位置。

アレクサンドロス大王によるペルシア滅亡と大王死後のディアドコイ戦争での結果、キプロスはプトレマイオス朝の保護下に置かれ、プトレマイオス朝から総督が派遣された。この時期のキプロスは当時の2大商業都市であったアテネとアレキサンドリアの間の中間貿易港として発展した。
紀元前58年、共和政ローマから派遣された小カトによってキプロスはローマ属州（キュプルス属州）となった。クレオパトラ7世はマルクス・アントニウスと結んでキプロスの支配権を再び手に収めたが、アクティウムの海戦に敗北し、プトレマイオス朝の滅亡と共に再度ローマ属州へ復帰した。
紀元前22年以降は、元老院属州として位置づけられ、イタリア本国と東方属州を結ぶ交通の要衝として機能し、ハドリアヌスやルキウス・ウェルスなどのローマ皇帝もキプロスを訪れた。115年からのユダヤ人の一斉蜂起によりキプロスは損害を被った。4世紀以降にローマ帝国がキリスト教化する中でキプロスもキリスト教が徐々に普及、395年にローマ帝国が東西に分裂後は東ローマ帝国の管轄下となった。7世紀になりアラブ人の侵攻が度重なり、キプロス島は一時的にウマイヤ朝の支配下となる。688年、東ローマ帝国皇帝ユスティニアノス2世とウマイヤ朝カリフ アブドゥルマリクとの間で、キプロスを共同統治することに合意。以後、約300年にわたり東ローマ帝国とアラブの共同主権が行使される。9世紀になり国力を回復した東ローマ帝国は、10世紀末から11世紀初頭の3人の皇帝ニケフォロス2世フォカス、ヨハネス1世ツィミスケス、バシレイオス2世ブルガロクトノスの下で、北シリア・南イタリア・バルカン半島全土を征服して、東ローマ帝国は東地中海の大帝国として復活。その過程で965年にキプロスを再征服した東ローマ帝国が同島の主権を完全に回復した。以後、12世紀末まで東ローマ帝国の支配下に置かれる。

### 中世

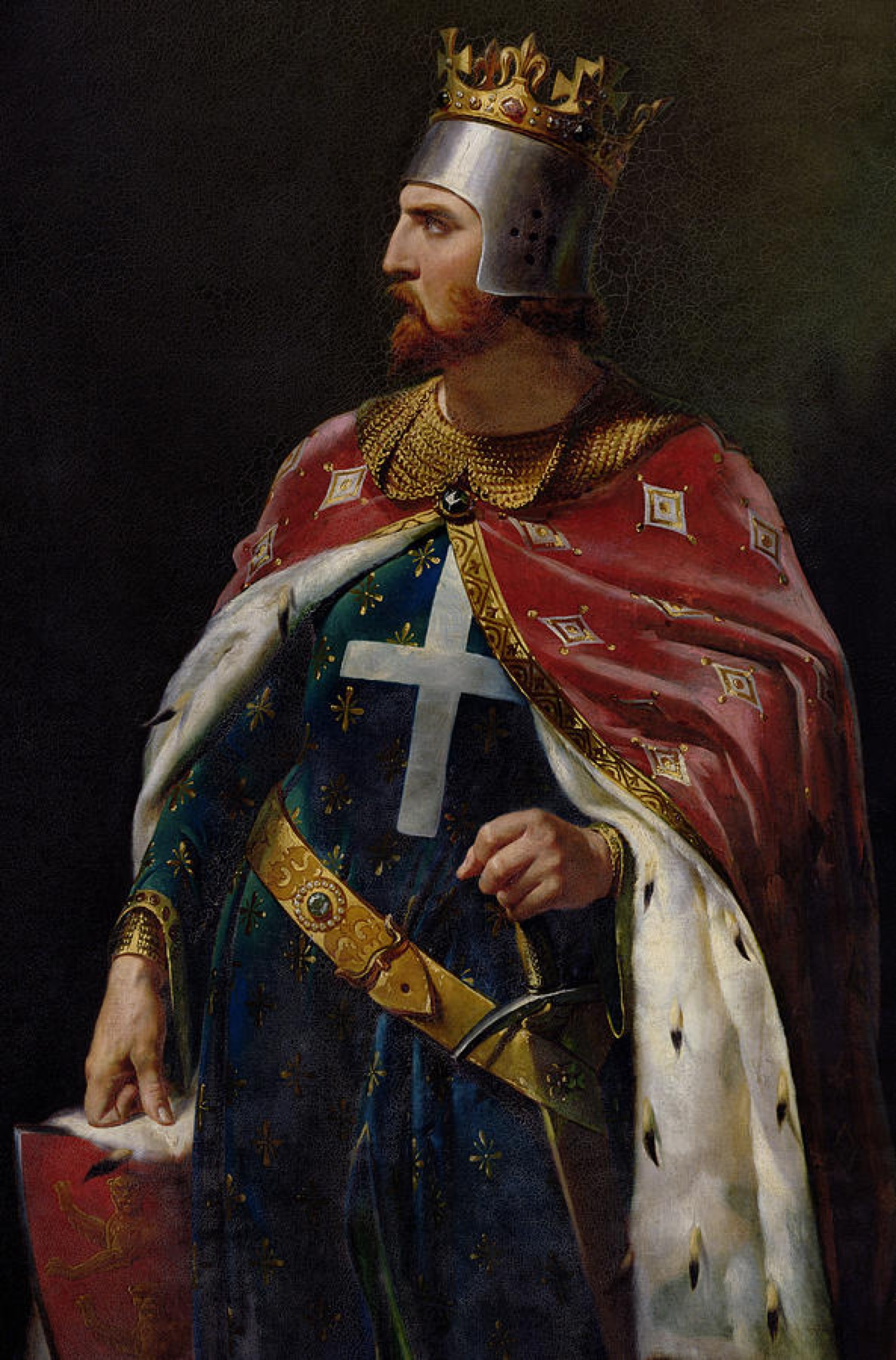
イングランド王リチャード1世

1185年、ヨハネス2世コムネノス死去後の王位継承に不満を抱いた皇族イサキオス・コムネノスがキプロスで叛乱を起こし、皇帝を僭称し同島を占拠してしまう。
1191年、第3回十字軍の途上にキプロス島沖を航行していたイングランド王率いる船団の一部がキプロス島に漂着し、僭称帝により捕虜とされてしまう。これに対してイングランド王リチャード1世（獅子心王）はキプロスをわずか5日で攻め落とし、以後キプロスの領有権はイギリス王に帰することになる。キプロス島はギリシャ正教会からカトリック教会の支配下となり、東地中海でのキリスト教国家の「基地」としての位置を約400年間果たすこととなる。1192年、エルサレム王国の王位をモンフェラート侯コンラードに奪われたギー・ド・リュジニャンは、リチャード1世からキプロス島を譲渡され、以後300年間リュジニャン家がキプロス王位を継ぐことになる（キプロス王国）。1489年にリュジニャン家は王位継承者を欠いたことから断絶し、最後の王となったカテリーナ・コルネーロはキプロス王国をヴェネツィア共和国に譲渡した（ヴェネツィア領キプロス）。1570年から1573年のオスマン・ヴェネツィア戦争では、1571年にオスマン帝国がヴェネツィアからキプロスを奪い、キプロス州（オスマン領キプロス）を置いた。

### 近世・近代
エジプトの植民地化を進めていたイギリスはこの島の戦略的価値に目をつけ、1878年、露土戦争後のベルリン会議でオスマン側に便宜を図った代償にキプロス島の統治権を獲得し、イギリス領キプロスが成立した。さらに1914年勃発した第一次世界大戦でオスマン帝国がイギリスと敵対すると、同年イギリスに一方的に併合された。そしてアメリカのキプロス鉱山会社がやってきた。
第二次世界大戦後、ギリシャ併合派、トルコ併合派による抗イギリス運動が高まったため、1960年にイギリスから独立。翌1961年、イギリス連邦加盟。しかし1974年にギリシャ併合強硬派によるクーデターをきっかけにトルコ軍が軍事介入して北キプロスを占領し、さらにトルコ占領地域にトルコ系住民の大半、非占領地域にギリシャ系住民の大半が流入して民族的にも南北に分断された（詳しくは、キプロス紛争を参照）。
南北キプロスの間では国際連合の仲介により和平交渉が何度も行われ再統合が模索されているが、解決を見ていない（詳しくは、キプロス問題を参照）。
2004年、EUに加盟。

## キプロス問題

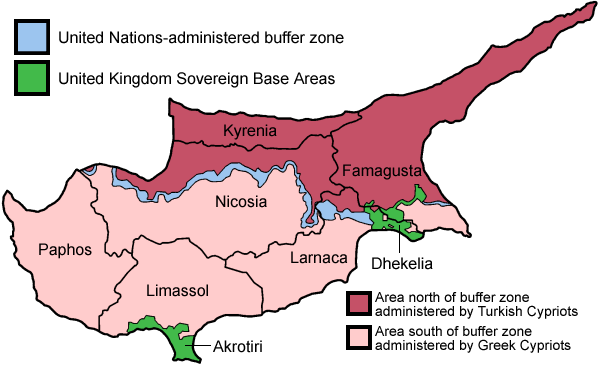
キプロスの分断地図（青色部分は国連による緩衝地帯。緑色部分はイギリス軍主権基地領域）

キプロスは東ローマ帝国の支配下でギリシャ語を話す正教徒が大多数を占めるようになっていたが、オスマン帝国支配下で、トルコ語を話すムスリム（イスラム教徒）が流入し、トルコ系住民が全島人口の2割から3割程度を占めるまでになった。
イギリス統治下のキプロスではエーゲ海の島々と同じくギリシャに併合されるべきという要求（エノシス enosis）がギリシャ系住民の間で高まり、1948年にはギリシャの国王がキプロスはギリシャに併合されるべきとの声明を出し、1951年にはギリシャ系住民の97%がギリシャへの併合を希望していると報告された。一方のトルコ系住民の間ではキプロスを分割してギリシャとトルコにそれぞれ帰属させるべきとの主張（タクスィム taksim）がなされており、キプロスの帰属問題がイギリス、ギリシャ、トルコの3か国の間で協議された。その結果、中間案として1959年、チューリッヒでキプロスの独立が3国間で合意された。
1960年、ギリシャ系独立派の穏健的な指導者であったキプロス正教会のマカリオス大主教を初代大統領としてキプロス共和国は独立を果たした。しかし、1963年には早くも民族紛争が勃発し、1964年3月より国際連合キプロス平和維持軍が派遣された。
さらに1974年7月15日にギリシャ軍事政権の支援を受けた併合強硬派がクーデターを起こしてマカリオス大統領を追放。トルコはこれに敏感に反応し、トルコ系住民の保護を名目に7月20日キプロスに侵攻した。これにより7月22日にクーデター政権が崩壊するが、トルコ軍はキプロス分割問題の解決をはかって8月13日に第二次派兵を敢行し、首都ニコシア以北のキプロス北部を占領した。トルコの支持を得たトルコ系住民は翌年、キプロス共和国政府から分離してキプロス連邦トルコ人共和国を発足させ、政権に復帰したマカリオスの支配するギリシャ系の共和国政府に対して、連邦制による再統合を要求した。
1970年代以来、南北大統領の直接交渉を含む再統合の模索が続けられているが、分割以前の体制への復帰を望むギリシャ系キプロス共和国と、あくまで連邦制を主張するトルコ系北キプロスとの主張の隔たりは大きく、再統合は果たされてこなかった。1997年にキプロス共和国がEU加盟候補国となったことは、国際的に孤立し経済的に苦しい北キプロスにとっては大きな危機であったが、その後の国連の仲介案を得た統合交渉も不調に終わった。
2004年5月1日のキプロスのEU加盟を前に、北キプロスが政治的経済的に取り残されることを避けるため、同年2月9日より国連のコフィー・アナン事務総長の仲介で再び南北大統領による統合交渉が行われ、3月31日の交渉期限直前に国連案（アナン・プラン）に基づく住民投票案が合意された。しかし、4月24日に行われた南北同時住民投票はギリシャ系の南側の反対多数という結果に終わり、EUへの参加による国際社会への復帰を望むトルコ系側の賛成多数にもかかわらず否決された。これは、国連案がトルコ系住民側およびトルコ共和国が主張してきた連邦制を前提とし、ギリシャ系難民の北部帰還を制限、またトルコ軍の駐留を期限付き（最低7年間）ながら認めるなど、ギリシャ系住民側にとって容易に受け入れがたい内容を含んでいたためである。南のキプロス共和国では2004年、2006年の総選挙でいずれも統合反対派が勝利し、以降の統合交渉は停滞した。
一方、失敗に終わったものの統合交渉に前向きな姿勢を示して国際社会での得点を稼いだトルコは、同年10月3日、長年望んでいたEU加盟交渉開始のテーブルにつくことになった。しかし依然としてトルコはキプロス共和国をキプロスの公式の政府として承認することを拒否しつづけ、トルコのEU加盟交渉における課題点となっており、2006年12月にはキプロス共和国の船舶・航空機のトルコ入港拒否問題が原因で加盟交渉が一部凍結された。2008年1月のトルコ、ギリシャの首脳会談で、ギリシャ首相コスタス・カラマンリスはトルコが国家承認を拒んでいるギリシャ系のキプロス共和国について「国交正常化がトルコの欧州連合 (EU) 加盟に必要条件だ」と指摘。「すべての条件を満たしたとき、EUはトルコを正式メンバーとして認めるべきだ」と条件付きながら、トルコのEU加盟を支持する考えを明らかにした。
2008年2月に行われたキプロス大統領選挙で再統合推進派のディミトリス・フリストフィアスが当選し、3月に北キプロスのメフメト・アリ・タラート大統領との間で首脳会談が実現。4月にはキプロス分断の象徴とされていたレドラ通りの封鎖開放という融和策も実行された。引き続き再統合の話合いが行なわれ、9月3日に包括的な再統合交渉を開始することが決まり、同年12月までに計13回の交渉が開かれた。
2009年4月21日に北キプロスで行われた議会選挙で、再統合交渉に消極的な野党国民統一党が勝利を収め、タラート大統領の与党共和トルコ党が敗北した。しかしトルコのレジェップ・タイイップ・エルドアン首相が再統合交渉の継続を求める発言をしたため、国民統一党側もトルコの意向を無視できないとみられた。2009年6月までに再統合交渉において統治と権力分割、財産権、EU問題、経済問題、領域、安全保障の6分野について交渉が進められ、2010年3月31日には統治と権力分割、EU問題及び経済問題の分野で重要な進展があった旨を両大統領が共同声明にて発表した。
2010年4月の北キプロス大統領選挙では、統合消極派のデルヴィシュ・エロール首相が当選した。任期中に交渉を進展させられなかったタラート大統領に対する有権者の不満が選挙結果に影響したものと見られ、交渉の後退が懸念された。この結果に対してトルコのエルドアン首相は再統合交渉の年内妥結を目指したい考えを述べ、エロール首相にクギを刺した。これを受け、2010年7月にエロール大統領は交渉を継続し、年内の合意を目指す事を発表した。以降定期的に交渉が実施されたが、2012年1月の会談でも統治、財産権、市民権に関して合意することができなかった。キプロスのEU議長国就任、2013年2月の大統領選挙などの政治日程の都合のため、両国の代表による直接交渉は中断された。
2013年2月に再統合に積極的なニコス・アナスタシアディスがキプロス大統領に就任。2014年2月に国連の仲介の元で両国による交渉が再開されるも、同年10月にトルコによるキプロスのEEZ内に対する調査活動が行われたことを理由に、キプロスの希望により交渉が中断された。
2015年4月、再統合に積極的なムスタファ・アクンジュが北キプロス大統領に就任。同年5月に国連の仲介のもと直接交渉が再開され、2016年内の合意に向けて交渉が行われた。2016年11月7日、南北両首脳による再統合交渉がスイスのモンペルランにて開催。再統合後に連邦制を採用することが合意され、年内の包括合意を目指して協議を進めることとなった。2017年1月11月には和平会議にボリス・ジョンソン英外相やギリシャ、トルコ両国の外相も協議に加わったことで進展が期待されたが、結局2017年中に協議は決裂した。以降しばらく協議は開かれず、2021年4月下旬には非公式協議が行われたが南北の対立は解けず物別れに終わった。
2023年2月12日にキプロス大統領選挙で当選したニコス・フリストドゥリディスは協議再開を求める立場ではあるが、そのためには協議を仲介する国連の枠組みを再交渉する必要があると主張している。

### 略年表
- 1914年 - イギリスが併合。
- 1955年 - イギリス、ギリシャ、トルコ三国間協議。
- 1959年 - チューリッヒ協定。
- 1960年 - 独立。
- 1961年 - イギリス連邦に加盟。
- 1963年 - 民族紛争勃発。
- 1964年 - 国連平和維持軍（UNFICYP）が派遣される。
- 1974年
  - 7月15日 - ギリシャの支援を受けた併合賛成派がクーデターを起こす。
  - 7月20日 - トルコ軍がキプロスに侵攻。
  - 7月22日 - クーデター政権が倒壊。
  - 7月23日 - クーデター政権を支援したギリシャ軍事政権が倒壊。
  - 8月13日 - トルコ軍が第二次派兵を敢行し、北部を占拠。
- 1975年 - 北部にキプロス連邦トルコ人共和国が発足。
- 1977年 - 最初の統合交渉が決裂。
- 1983年 - 北キプロス・トルコ共和国が独立を宣言。
- 1997年 - 南部のキプロス共和国がEU加盟候補国となる。
- 2003年
  - 4月16日 - キプロス共和国がEU加盟条約に調印。
- 2004年
  - 2月9日 - 国連の仲介により南北大統領の統合住民投票案実施協議が始まる。
  - 3月31日 - 国連案の修正による住民投票案が合意。
  - 4月24日 - 南北同時住民投票がギリシャ系側（キプロス共和国側）の反対多数により否決。
  - 5月1日 - キプロス共和国がEUに加盟。
  - 10月3日 - トルコ政府がキプロス共和国を国家承認しないまま、EUはトルコとの加盟交渉を開始。
- 2006年
  - 5月21日 - キプロス共和国が総選挙を実施。統合反対派が勝利。
  - 12月11日 - トルコのキプロス共和国不承認問題のため、EUがトルコとの加盟交渉を一部凍結。
- 2008年
  - 2月24日 - キプロス共和国大統領選挙で再統合推進派のフリストフィアスが当選。
  - 3月21日 - 3月に南北大統領の首脳会談が実現。以降、同年5月23日、7月1日にも開催される。
  - 4月1日 - レドラ通りが開放される。
  - 7月14日 - 国連がアレクサンダー・ダウナーオーストラリア前外相を国連事務総長特別顧問に任命。交渉の仲介に乗り出す。
  - 9月3日 - ダウナー特別顧問同席の元、南北両首脳による本格的交渉が開始される。2009年6月までに経済問題の交渉が完了。
- 2009年
  - 4月21日 - 北キプロス議会選挙において、中道右派野党国民統一党が勝利。
  - 10月2日 - ロシアのセルゲイ・ラブロフ外相が、トルコによるアブハジア共和国の独立承認と引き換えに、ロシアが北キプロスの独立を承認することはないと発言[13]。
- 2010年
  - 4月18日 - 北キプロス大統領選挙において、再統合に消極的なデルヴィシュ・エロール首相が統合推進派のタラート大統領を破って当選。

## 政治
1960年の独立時に制定されたキプロス共和国憲法は、ギリシャ系住民とトルコ系住民の人口比に配慮して、元首で行政府の長でもある大統領をギリシャ系から、その行政権限を分掌し拒否権を持つ副大統領をトルコ系からそれぞれ選出し（任期5年）、国会議員、官吏、軍人などの人数も比率が7対3になるように定めている。代議院は任期5年の一院制議会であるが、その議員の選出にあたってはギリシャ系（56人）とトルコ系（24人）で別々に選挙を行うことになっている。
1974年に南北分断された後は、キプロス共和国は南部を占め、ギリシャ系住民のみの政府となっている（以下、キプロス島南部のギリシャ系キプロス共和国政府支配地域は「南キプロス」と略す）。南キプロスでは、政府における憲法上のトルコ系の定員はそのまま空席となり、副大統領も置かれず、議会の実質上の定数は56人となっている。
一方、分離独立を主張する北キプロスには公選の大統領がおり、一院制の議会（定員50人、任期5年）で選出される首相とともに行政を行う。1983年の独立後、1985年に北キプロスで最初の選挙が行われたが、この手続きを国際的に承認しているのはトルコのみである。
2021年5月30日に国会議員選挙が行われ、中道右派の民主運動党 (DISY) が17議席、左派の労働人民進歩党 (AKEL) が15議席と、それぞれ第1党・第2党を維持した。
2023年2月12日に大統領選挙の決選投票が行われ、無所属の元外相ニコス・フリストドゥリディスがAKELの支援を受けた元国際連合大使のアンドレアス・マヴロヤニスを下して初当選を果たした。

## 国際関係

### 日本国との関係
日本政府は、これまで在ギリシャ大使館がキプロスを兼轄していたのを改め、2018年にニコシアに大使館の実館（在キプロス日本国大使館）を開設した。

## 軍事
南キプロスではキプロス国家守備隊 (Cypriot National Guard) が組織されている。これは陸海空軍の混成組織（海上部隊は哨戒艦艇のみ、航空部隊は攻撃ヘリコプターや海洋哨戒機のみであり、いずれも補助的な戦力に留まる）である。徴兵制があり、男性は18歳で徴兵され、約25か月の兵役に就く。また、南キプロスにはギリシャ軍が駐留している他、軍事顧問としてギリシャ軍将兵がキプロス国家守備隊に多数出向しているといわれる。
北キプロスにも、北キプロス・トルコ共和国保安軍と呼ばれる国防組織が整備されており、南キプロス同様に陸海空軍混成である（こちらも海上部隊や航空部隊は小規模である）。また、徴兵制も同様に施行されている。実質的な防衛力として、トルコ軍が駐留している。
南北キプロスを隔てる境界線（グリーンライン）には国連キプロス平和維持軍 (UNFICYP) が駐留して監視している。
正確にはキプロス国内ではないが、イギリスの海外領土として島内にイギリス主権基地領域アクロティリおよびデケリアが存在しており、地中海・中近東方面の軍事拠点としてイギリス軍が駐留している。

## 地理

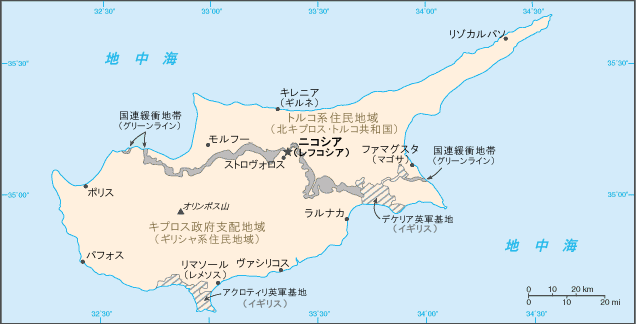
キプロスの地図。

キプロスは、キプロス島一島からなる島国で、長さ240km、幅100km。地中海ではシチリア島、サルデーニャ島に次いで3番目に大きい島である。
南のエジプトまで380kmという地理的な面からアジア（中東または西アジア）に分類される場合もあるが、ギリシャ系のキリスト教徒が多いため、ヨーロッパ（南ヨーロッパ）に分類される場合もある。また、地理的にトルコとも関係が深い地域であった。
北部は海岸線に沿って石灰岩のキレニア山脈があり、首都ニコシアを中心とする中央部が平坦地となっている。南部は大部分が火成岩のトゥロードス山地で、海岸線に沿って狭隘な平地がある。北東にカルパス半島が伸びる。
島の最高峰は南部のオリンポス山で、標高は1951m。冬は雪も降り、スキーができる。

### 気候
地中海性気候で、夏は暑く、乾燥する。主に11月から3月に降雨があり、そこから農業に適している面を持つ。高山地帯は島の他の地域よりも涼しく湿っている点が特徴となっている。

## 地域区分
| 慣用名                   | ギリシャ語名              | トルコ語名            |
| ------------------------ | ------------------------- | --------------------- |
| ファマグスタ (Famagusta) | アモホストス (Αμμόχωστος) | マウサ (Mağusa)       |
| キレニア (Kyrenia)       | ケリニア (Κερύνεια)       | ギルネ (Girne)        |
| ラルナカ (Larnaca)       | ラルナカ (Λάρνακα)        | ラルナカ (Larnaka)    |
| ニコシア (Nicosia)       | レフコシア (Λευκωσία)     | レフコシャ (Lefkoşa)  |
| リマソール (Limassol)    | レメソス (Λεμεσός)        | レイモスン (Leymosun) |
| パフォス (Paphos)        | パフォス (Πάφος)          | バフ (Baf)            |

キプロス島は、事実上2つの国家に分断されており、南部がキプロス共和国政府（ギリシャ系住民）が支配する地域、北部が北キプロス・トルコ共和国としてトルコ系住民が分離独立を主張している地域となっている。
分断以前のキプロス島は、行政的に右記の6地区（ギリシア語: επαρχία / トルコ語: kaza）に分かれていた。ここでいう地区は「州」とも訳されるが、元来はキプロス州におかれた「郡」にあたる行政区画である。
分断後はキプロス島全6地区のうち、ファマグスタ地区、キレニア地区の全域と、ラルナカ地区およびニコシア地区の一部が北キプロス領となっており、とくに首都ニコシアは町の中心で分断されている。なお、ファマグスタは現在の北キプロスではトルコ語で戦士を意味するガーズィーの称号を冠してガーズィマウサ (Gazimağusa) と呼ばれている。
キプロスは、旧イギリス植民地であり、2つの公用語でそれぞれ異なった地名を持つことから、地名は英語名で呼ばれることが一般的であり、以下の地図もそのように記されている。しかし、南キプロスではギリシャ語の地名、北キプロスではトルコ語の地名に言い換えられることも多い。
以下の地図の斜線部分は独立以後も残されているイギリスの主権基地領域（アクロティリおよびデケリア）で、この領域にはキプロス共和国政府の主権は及ばず、イギリス主権の下に置かれているイギリスの海外領土である。また、灰色部分は南北の衝突を抑止するため国連の引いた緩衝地帯（通称グリーンライン）である。

## 経済

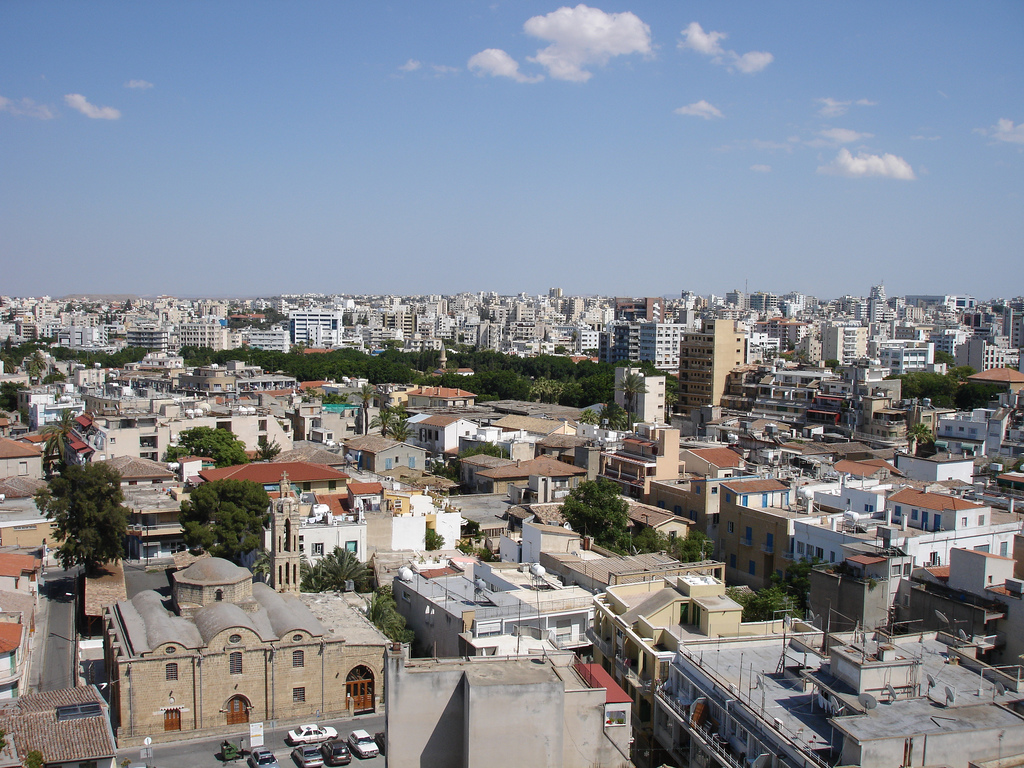
首都ニコシア

1980年代から1990年代に大きな経済成長を遂げたが、観光産業に依存していたためヨーロッパでの景気の変動に弱かった。。2005年前後時点において、キプロスは4%前後の経済成長、3%台後半の低い失業率と良好な経済状況を維持していた。しかし、2010年以降は経済的・文化的に関係の深いギリシャの金融危機により銀行が膨大な損失を被ったため、巻き添えを食らう形で金融危機に陥った。しかし、現在は天然ガスの発掘、Citizenshipプログラムによりロシア、EU諸国、中東、アフリカ、中国などから多くの富裕層が集まる場所となっており著しい経済成長をしている。また、観光産業への依存からの脱却を目指しオフィスビルの建築、カジノなど様々な建設がはじまっている。その地理的位置からドバイと同様ハブになる可能性が非常に高い。また、法律は英米法なため安心してビジネスを行えることもハブになりうる一因である。さらに、キプロスは、中東やイスラム諸国とも友好関係にありテロの可能性が極めて低い稀有な国である。

### 産業

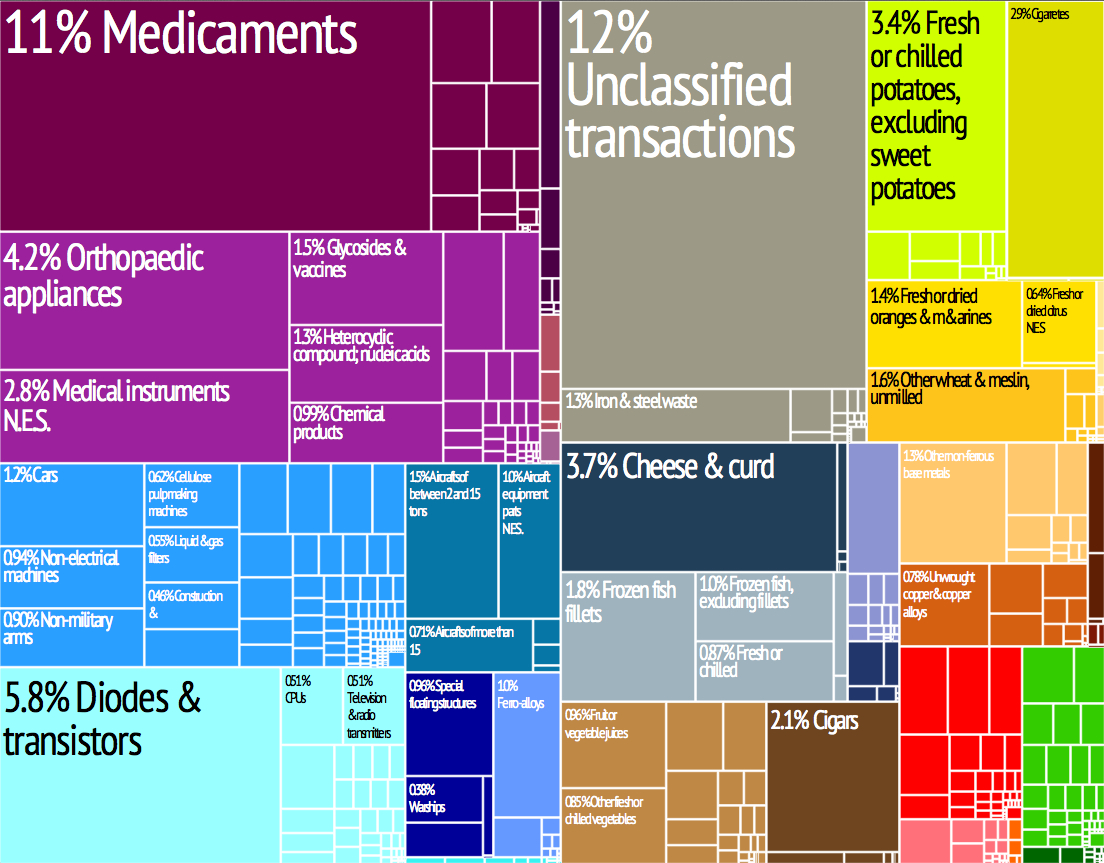
色と面積で示したキプロスの輸出品目（2009年）

主要産業は、観光業と金融業であったが現在は法人税の低さから実態のある会社の拠点を置く企業も増えている。
観光業については、EU、ドバイ、ロシア、北欧などからの観光地として人気がある。2004年5月1日の欧州連合 (EU) 加盟、さらに2008年1月1日の EU 単一通貨ユーロの導入により、観光客が着実に増加している。また、別荘地としても有名で、それに伴って不動産投資も盛んに行われている。
リマソールでは、ヨーロッパ最大規模のカジノリゾートの建設が進んでいる。
会計士やロンドン大学出身の優秀な弁護士が多い。
南キプロスは観光業を含むサービス産業に労働人口の62%が従事し、GDPの70%を占める。地中海地域の共通問題である水の供給については海水淡水化プラントの稼動により安定し、再生可能エネルギーに特に力をいれている。
北キプロス・トルコ共和国は、南キプロスに比べて経済的に遅れており、一人あたりGDPは3分の1しかない。しかし、現在北と南の統一の試みが積極的に行われており統一の実現は近いとされる。しかし、必ずしも統一を望む意見が多いわけではなく、統一すると逆に混乱を招くというキプロス共和国の人々も少なくない。

#### 自動車関連
多くの国民が自動車を所有し、交通手段に利用している。自動車の通行区分は日本と同じ左側通行であることから、右ハンドル仕様の欧州車に加え、日本から輸入された中古車が多く使われている。そのため対日中古車輸入および関連産業が盛んである。

#### 鉱業
キプロスの鉱業は5000年の歴史を持つ。紀元前3000年ごろ、まず自然銅がトゥロードス山麓で発見される。銅鉱床としては最も古いと考えられ、銅のラテン語名であるcuprum はキプロスに由来する。自然銅が枯渇した後は銅を含む黄銅鉱から銅を抽出する技術が生まれた。現在でも銅の採掘は続いており、2002年時点では5200トンの銅を産出する。ただし、資源が枯渇している上に内戦によって鉱山施設が分断されたことにより、鉱業はすでにキプロス経済において意味を失ってしまった。このほか、クロムや石綿などを少量産出する。地質学的には地中海が広がった時に海洋底拡大の中心部としてオフィオライトが形成され、更新世に隆起し、現在の位置に移動した。
最近、海域の石油探鉱を行い成功している。現にTotal,ENI,KOGAS,NOBLEENERGY,DELEKDRILLING,など世界の資源会社がすでに採掘を開始している。9月に相当量の天然ガスが発見されるという情報がキプロスの政府機関CIPA（Cyprus InvestmentPromotion Aency)の世界初のCIPA Official Agency AmbassadorとなるMr.Takayoshi Shimoyamada の9月訪問で確認されている。
。この立場は、単なる親善大使を超えて、日本とキプロスとの友好関係構築を深めるためMr.Takayoshi Shimoyamadaが政府にコンセプトを提案しキプロス共和国がこれに応じる形でなされたものである。準大使的な位置にあり、特別の紋章も付与される。

## 交通

### 道路
自動車は左側通行である。

### 鉄道
キプロスには鉄道機関が存在していない。かつてはキプロス国鉄が存在していたが、国鉄そのものが1952年に解体されて以降は私鉄などの鉄道会社も設立されず、現在まで進展がない状態となっている。

## 国民
ギリシャ系とトルコ系は歴史的にキプロス島の全域で混住していたが、1974年の南北分断の際、北部に住むギリシャ系住民の大半はトルコ軍の支配を嫌って南部に逃れ、南部に住むトルコ系住民の多くが報復を恐れてトルコ軍支配地域に逃れた結果、ギリシャ系の99.5%が南キプロスに、トルコ系の98.7%が北キプロスに住む。その他の系統の住民は、99.2%が南キプロスに居住している。なお、経済的に苦しい北キプロスではかなりの数のトルコ系住民がトルコやヨーロッパに出稼ぎに移住した一方、トルコから多くのトルコ人が流入したため、トルコ系キプロス人の正確な人口を割り出すことは難しい。

### 民族
| 民族・宗教構成（キプロス）           | 民族・宗教構成（キプロス）           | 民族・宗教構成（キプロス） | 民族・宗教構成（キプロス） | 民族・宗教構成（キプロス） |
| ------------------------------------ | ------------------------------------ | -------------------------- | -------------------------- | -------------------------- |
|                                      |                                      |                            |                            |                            |
| ギリシャ人（ギリシャ正教会）         | ギリシャ人（ギリシャ正教会）         |                            | 78%                        | 78%                        |
| テュルク系（イスラム教（スンニ派）） | テュルク系（イスラム教（スンニ派）） |                            | 18%                        | 18%                        |
| アルメニア人他（キリスト教諸派）     | アルメニア人他（キリスト教諸派）     |                            | 4%                         | 4%                         |

民族の帰属意識はおおむね信仰する宗教と一致しており、正教徒のギリシャ系が78%、ムスリム（イスラム教徒）のトルコ系が18%であるとされる。その他の4%にはマロン派とアルメニア教会派のキリスト教徒がいる。キプロスの正教会はイスタンブールのコンスタンディヌーポリ総主教庁にも、アテネ大主教を首座とするギリシャ正教会にも属さず、大主教を長とするキプロス正教会のもとに自治を行っている。なお、キプロスのキリスト教については、イエス・キリストの死後、パウロが第1回の宣教旅行でキプロス島のサラミスとパフォスを訪れ、キリスト教が広まってゆく様が「新約聖書」の「使徒言行録（使徒行伝）」第13章に描かれている。

### 言語
公用語はギリシャ語とトルコ語である。他には少数言語としてクレオール言語であるクルベチャ語、キプロス・アラビア語やアルメニア語が存在しており、これらの言語はヨーロッパ地方言語・少数言語憲章によって保持されている。イギリス領であった1960年までは英語が唯一の公用語となっていたために、現在でも標識や看板、広告など英語表記が至る所にあり、英語が第二言語として広く使用されている。1996年までは裁判では英語が使用されていた。

### 教育

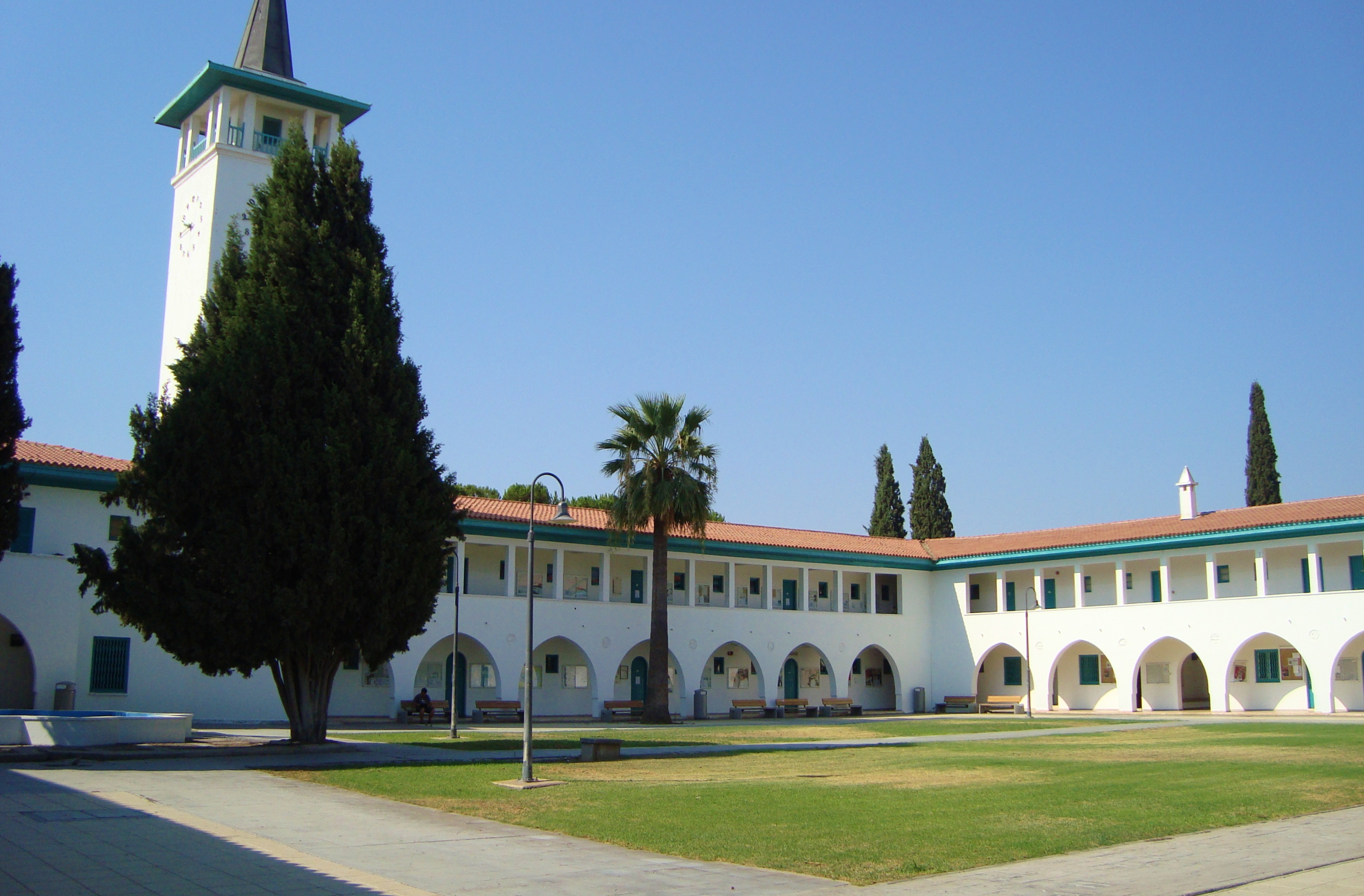
キプロス大学

キプロスの初等、中等教育は行き届いているといわれている。
高等教育は以前ギリシャ、トルコ、英国、米国などに依存することが多かったが、近年下記のような大学ができている。
- キプロス国際大学（英語版） (Cyprus International University) 1997年創立で、北キプロス・トルコ共和国内にある。
- キプロス工科大学（英語版） (Cyprus University of Technology)
- ヨーロッパ大学キプロス校（英語版） (European University - Cyprus) 1961年創立で、2007年にキプロス・カレッジ (Cyprus College) から名称変更した。
- 中東工科大学北キプロス校 (Middle East Technical University - Northern Cyprus Campus) トルコの大学。
- キプロス大学（英語版） (University of Cyprus)
- ニコシア大学（英語版） (University of Nicosia) 2007年にインターカレッジ (Intercollege) から名称変更し、3つのキャンパス（ニコシア、リマソール、ラルナカ）に分かれていて、学生が合計5,000人。

一方で、海外からの留学生も増えている。

## 治安
キプロスの治安状況は首都ニコシア市から各都市まで比較的良好なものとなっている。ただし、都市部では置き引きや空き巣などの窃盗事件や強盗事件、飲食店（バー）において法外な料金を請求される、いわゆる「ぼったくり」の被害事例も散見されている為、基本的な防犯対策が必要とされる面がある。

### 法執行機関
キプロス警察は英国植民地時代に設立されたキプロス軍事警察を前身としている。

## 文化

### 食文化
キプロスの料理はアラブ料理、ギリシャ料理、トルコ料理の影響を強く受けており、イタリア料理やフランス料理とも類似点が存在する。

### 音楽
キプロスの伝統的な民俗音楽には、ギリシア音楽を始め、トルコ音楽やアラビア音楽と共通する幾つかの要素が含まれている。

### 美術

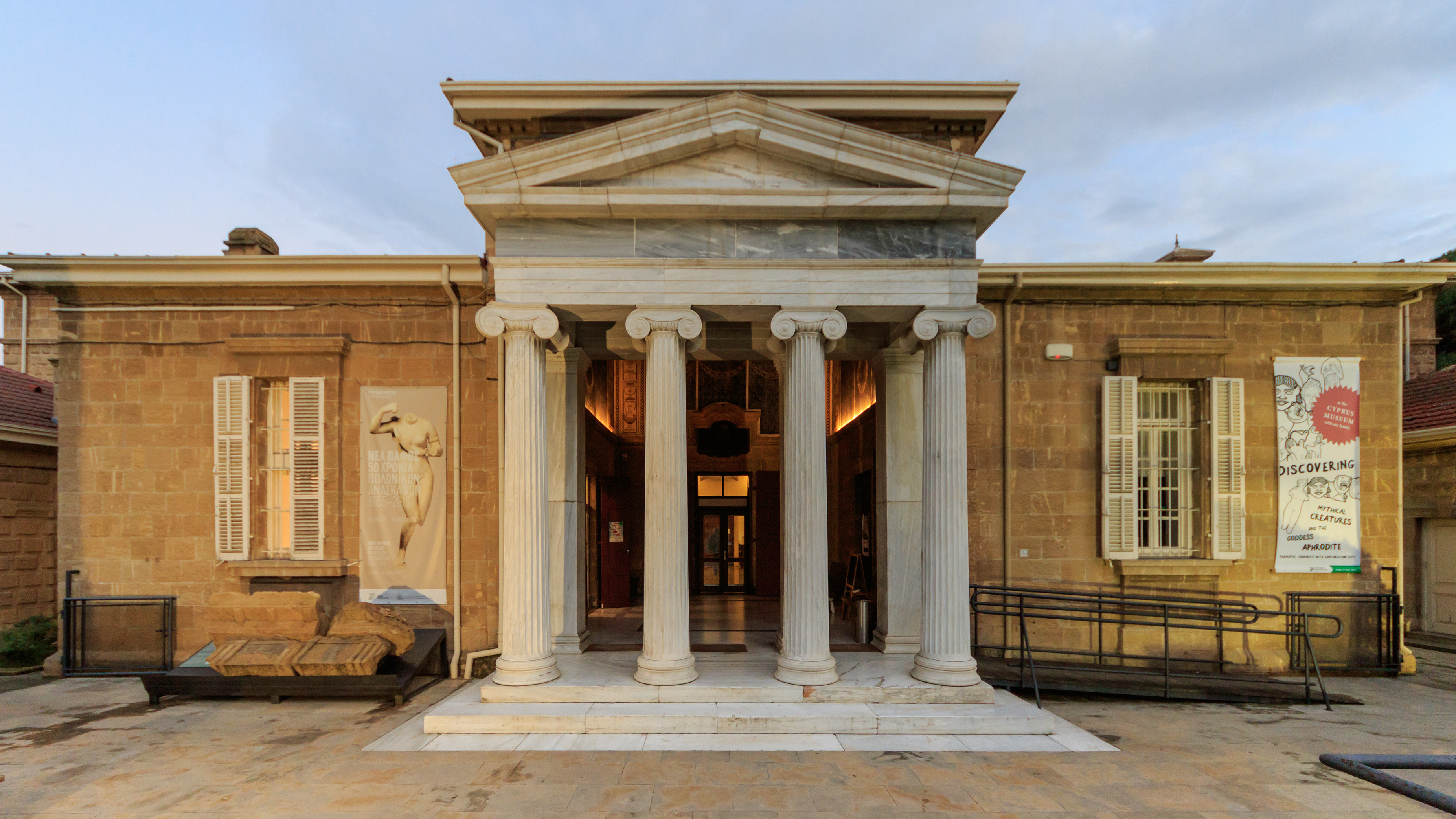
キプロス博物館

### 建築

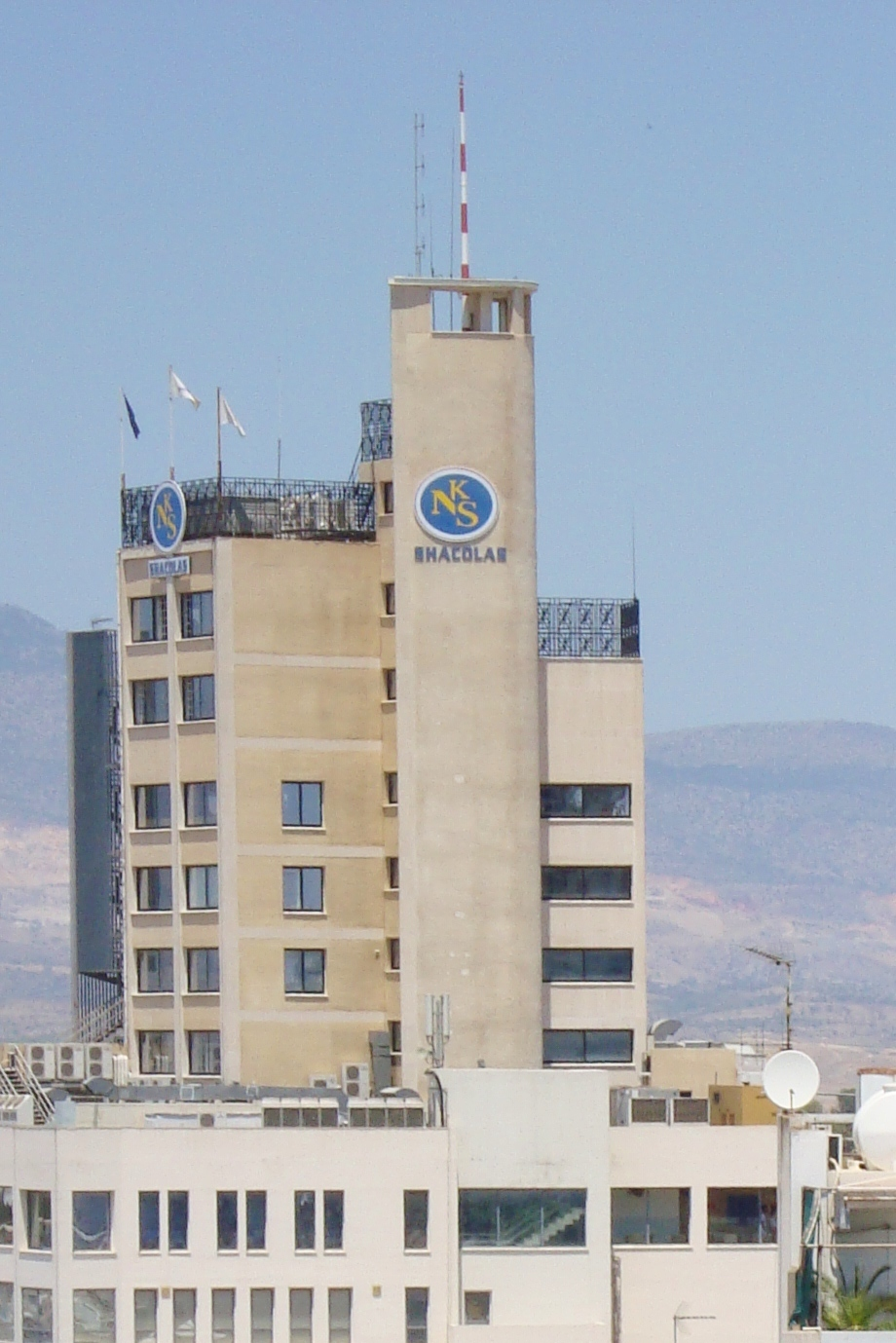
シャコラタワー
首都ニコシアに存在する高層ビルである

### 映画
キプロス国際映画祭が毎年開催されている。

### 世界遺産
キプロス国内には、ユネスコの世界遺産リストに登録された文化遺産が3件存在する。

### スポーツ
サッカー
キプロスではサッカーが最も人気のスポーツとなっており、1934年にサッカーリーグのキプロス・ファーストディビジョンが創設された。名門クラブのAPOELニコシアが非常に知られており、通算リーグ優勝は28回を数える。さらに、UEFAチャンピオンズリーグの2011-12シーズンではベスト8に進出する快挙を成し遂げた。この躍進は「アポエルの大冒険」と呼ばれ、UEFAに加盟する小国に大きな勇気を与えた。
キプロスサッカー協会（CFA）によって構成されるサッカーキプロス代表は、これまでFIFAワールドカップおよびUEFA欧州選手権には未出場である。UEFAネーションズリーグにおいては、2022-23シーズンはリーグCに属している。また、著名な女子サッカーの国際大会としてキプロス・カップが存在している。アルガルヴェ・カップ（ポルトガル主催）やシービリーブスカップ（アメリカ主催）程ではないが、権威のある大会の一つである。なお、男子サッカーにも"キプロス国内のカップ戦"として、同名のキプロス・カップは存在する。